# Апаничено
Апаничено — деревня в Бологовском районе Тверской области, расположенная вблизи озера Долгого, озера Меркуши и озера Блюдечко, недалеко от реки Мсты.
Соседние деревни — Бели, Крутец, Борок, Холщебинка.
Так же распространено другое название деревни: Апоничино.

## История
Первое упоминание о деревне было в 1495 году.
В советское время в деревне был коровник. Часовня существует до сих пор.